# Georg Nagel (Biophysiker)

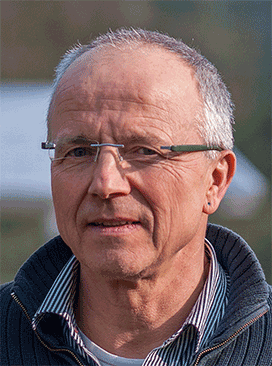
Georg Nagel, 2022

Georg Nagel (* 24. August 1953 in Weingarten) ist ein deutscher Biologe und Professor an der Universität Würzburg.

## Leben
Nagel studierte Biologie und Biophysik an der Universität Konstanz und absolvierte sein Promotionsstudium am Max-Planck-Institut für Biophysik in Frankfurt am Main. Als Postdoktorand arbeitete er an der Yale University in New Haven, Connecticut und der Rockefeller University in New York City, New York. Von 1992 bis 2004 war Nagel Forschungsgruppenleiter am Max-Planck-Institut für Biophysik. Seit 2004 ist er Professor an der Universität Würzburg, zunächst am Institut für Molekulare Pflanzenphysiologie und Biophysik, seit 2019 am Physiologischen Institut, Abteilung für Neurophysiologie.

## Wirken
Nagel gehört zu den Entdeckern der Channelrhodopsine, einer Familie von licht-aktivierten Ionenkanälen. Diese Entdeckung hat der Wissenschaft neue Möglichkeiten in der Untersuchung neuronaler Netze und das neue Gebiet der Optogenetik gebracht. Weitere erhoffte Erfolge der Anwendung liegen in der Wiedererlangung verlorener Sehkraft und der Behandlung von Morbus Parkinson und anderen neurologischen Erkrankungen mittels tiefer Hirnstimulation. Hierbei arbeitet Nagel insbesondere zu Anwendungen der Methode bei Pflanzen.
Weitere Arbeiten Nagels befassen sich mit dem Cystic Fibrosis Transmembrane Conductance Regulator (CFTR), einem Protein, das an der Pathogenese der Mukoviszidose beteiligt ist.

## Auszeichnungen (Auswahl)
- 2010 Wiley Prize in Biomedical Sciences, gemeinsam mit Peter Hegemann und Ernst Bamberg[3]
- 2010 Karl Heinz Beckurts-Preis, gemeinsam mit Peter Hegemann und Ernst Bamberg[4]
- 2012 Zülch-Preis
- 2013 Louis-Jeantet-Preis, gemeinsam mit Peter Hegemann[5]
- 2013 Brain Prize[2]
- 2015 Mitglied der European Molecular Biology Organization
- 2019 Rumford-Preis
- 2020 Shaw Prize